# 王之义
王之义（1914年3月17日—2002年4月16日），原名刘耀亭，河北省盐山县旧县乡杨马连村（今千童镇）人。中华人民共和国政治人物。

## 生平

### 民国时期
自幼在本村小学读书，1929年在本县第一高小毕业，后又升入县立乡村师范学校。中途退学后，在本村小学任教员，后因家庭不幸，父母、叔父相继去世，辞教务农。1937年投身抗日活动。1938年7月加入中国共产党。1938年7月至1940年7月，在河北省盐山县二区区委工作，1940年8月至1942年8月，任冀鲁边区靖远县五区区长。1942年9月至1942年11月，到冀鲁边区第二期区委党校学习，1942年12月至1945年4月，任靖远县一区区委书记、县委委员，1945年5月至1945年11月，任冀鲁边区靖远县县委委员。1945年11月至1945年4月，任中共河北省乐陵县委委员、组织部部长，县委第二书记。1948年5月至8月，在中共津南地委党训班任党委副书记。1948年9月至1951年12月，任中共山东省振华（即宁津）县委副书记，县委书记。

### 共和国时期
1952年1月至1952年3月，在华东局党校学习，1952年4月至1955年2月，任上海华东供销合作社人事组教处处长。1955年调北京，1955年3月至1965年6月，任全国供销合作总社机关党委办公室主任、商业部机关党委副书记，1965年7月至1969年4月，任中共中央财贸政治部直属工作部副部长。1969年5月至1972年10月，下放到宁夏平罗国务院直属“五·七”干校劳动，后任干校革委会副主任。1972年10月至1980年7月，任国务院机关事务管理局副局长。1980年7月至1982年12月，任国务院直属机关临时党委副书记等职。1983年1月离休。2002年4月16日在北京逝世，享年88岁。